# Flughafen Catamarca

i7
i11
i13
Der Flughafen Colonel Felipe Varela Catamarca (spanisch Aeropuerto Coronel Felipe Varela; IATA-Code: CTC, ICAO-Code: SANC) ist ein argentinischer Flughafen nahe der Stadt San Fernando del Valle de Catamarca in der Provinz Catamarca. Der Flughafen wird seit 1972 genutzt, ab 1981 wurde ein Terminal gebaut. Seit 1999 wird er durch Aeropuertos Argentinas 2000 betrieben. Heutzutage werden regelmäßig Linienflüge nach Buenos Aires durchgeführt.

## Fluggesellschaften und Ziele
| Fluggesellschaft      | Ziele                                |
| --------------------- | ------------------------------------ |
| Aerolíneas Argentinas | Buenos Aires-Jorge Newbery, La Rioja |
| Quelle:               |                                      |